# Giulio Monteverde

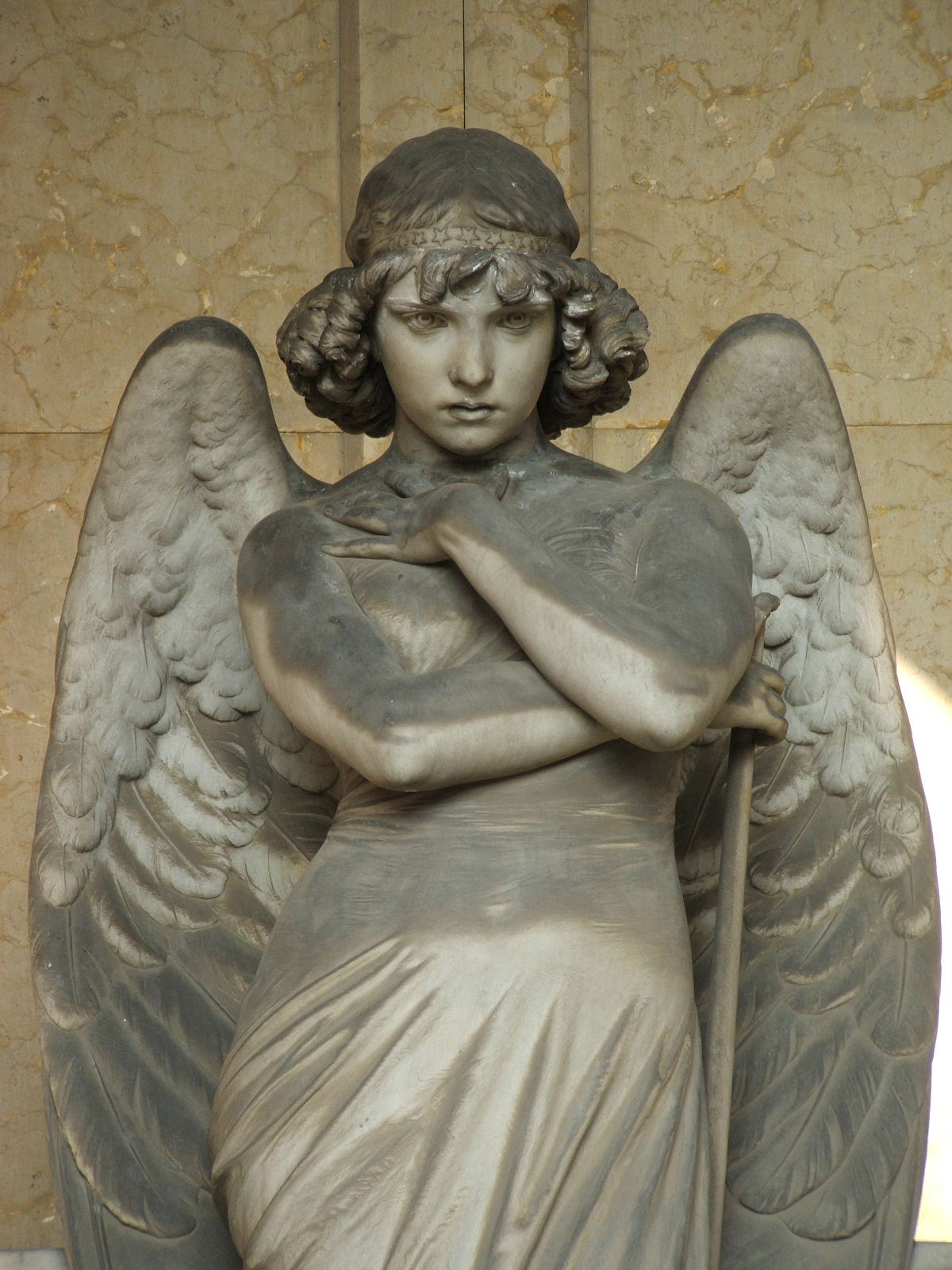
Engel für das Grabdenkmal Francesco Oneto

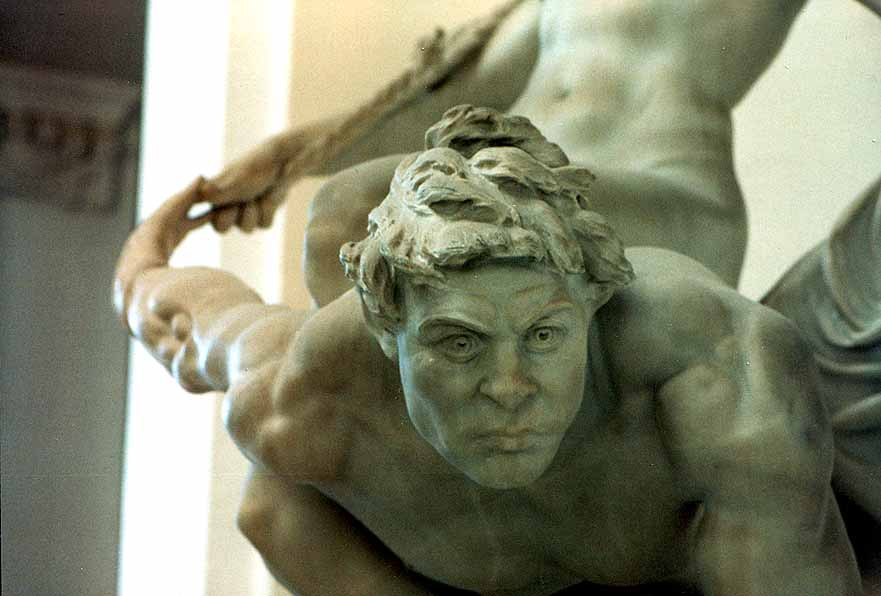
Idealismus and Materialismus (1911)

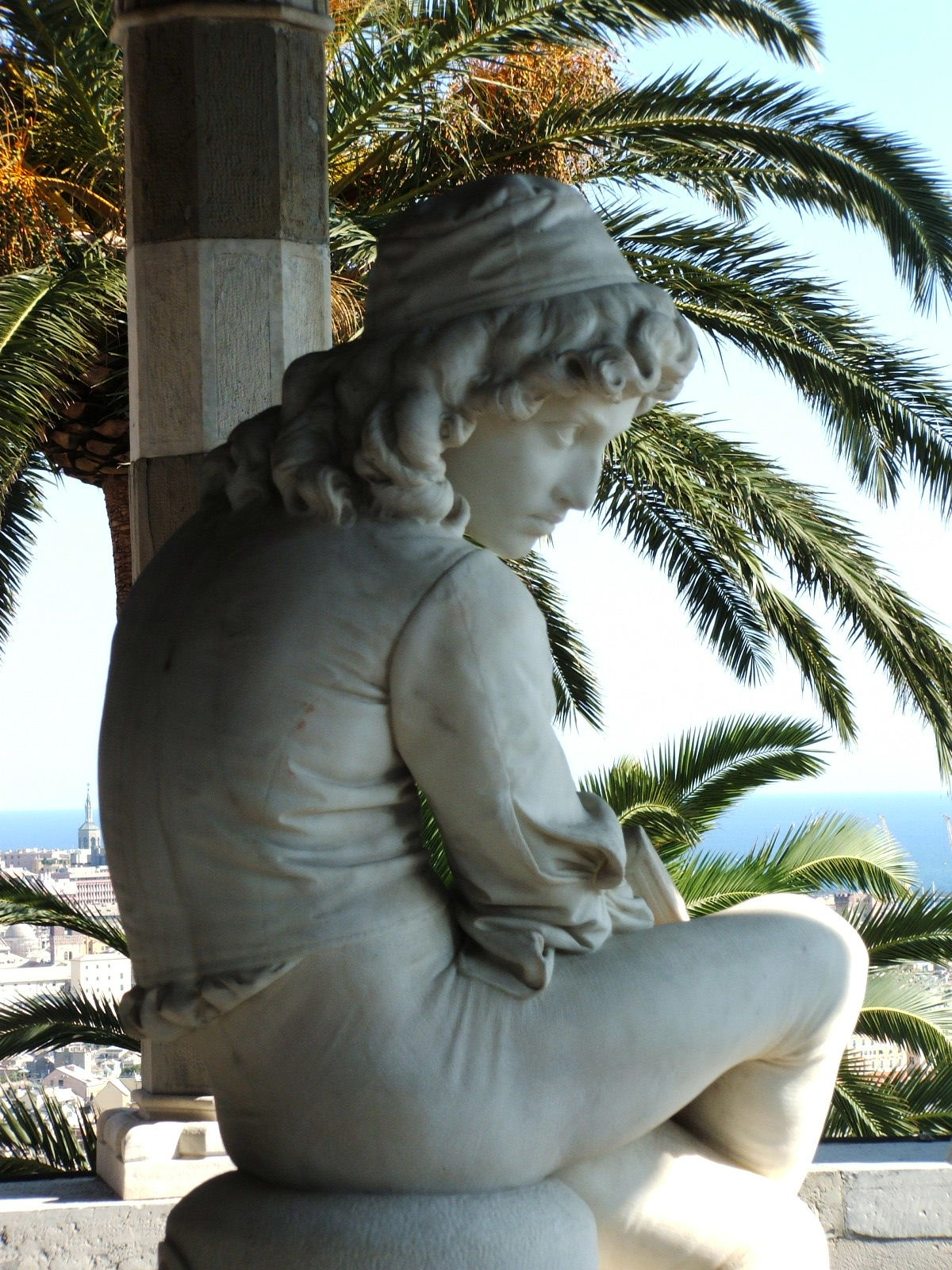
Der junge Christoph Columbus in Genua, Castello d'Albertis

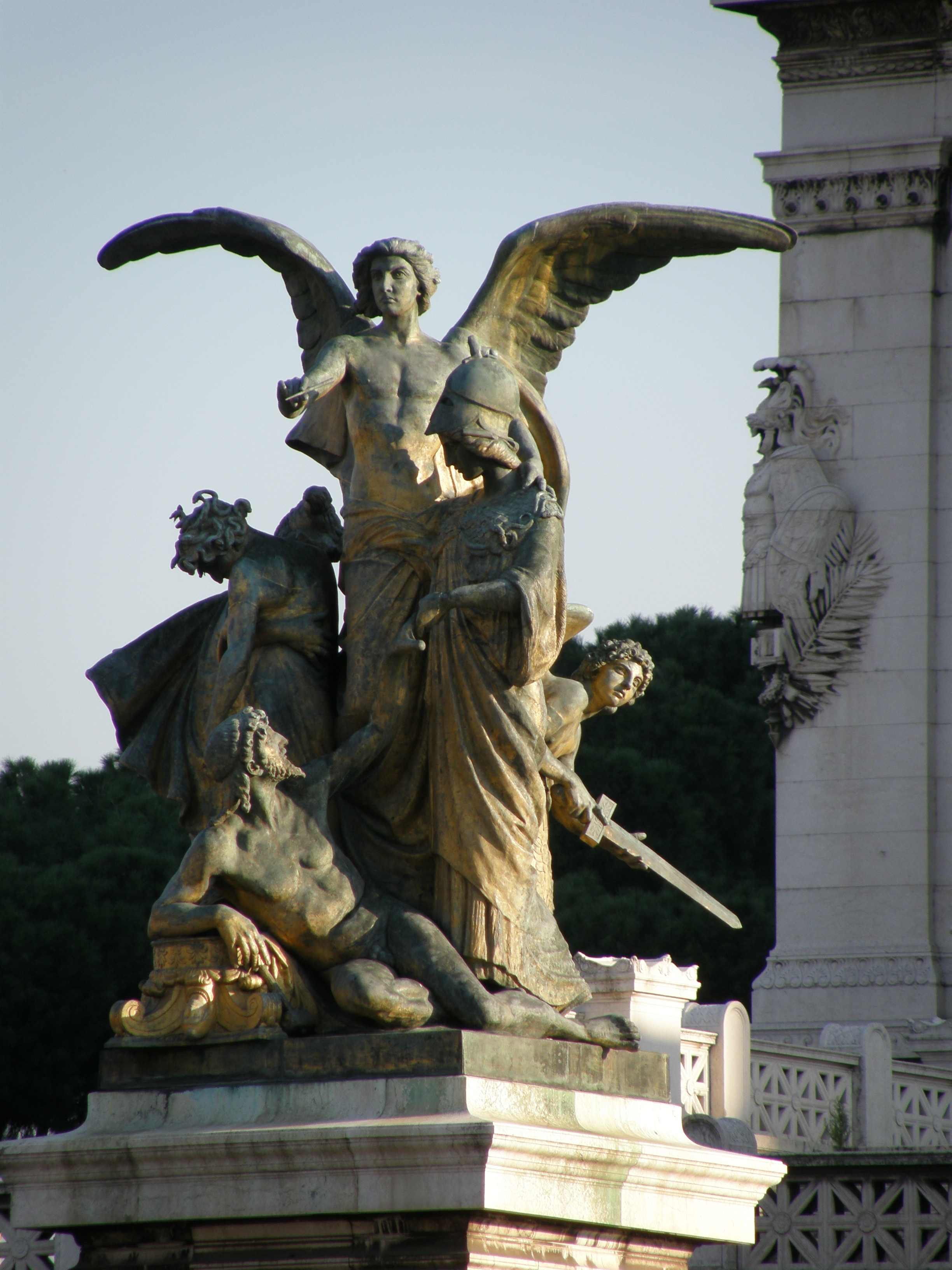
Il Pensiero in Rom

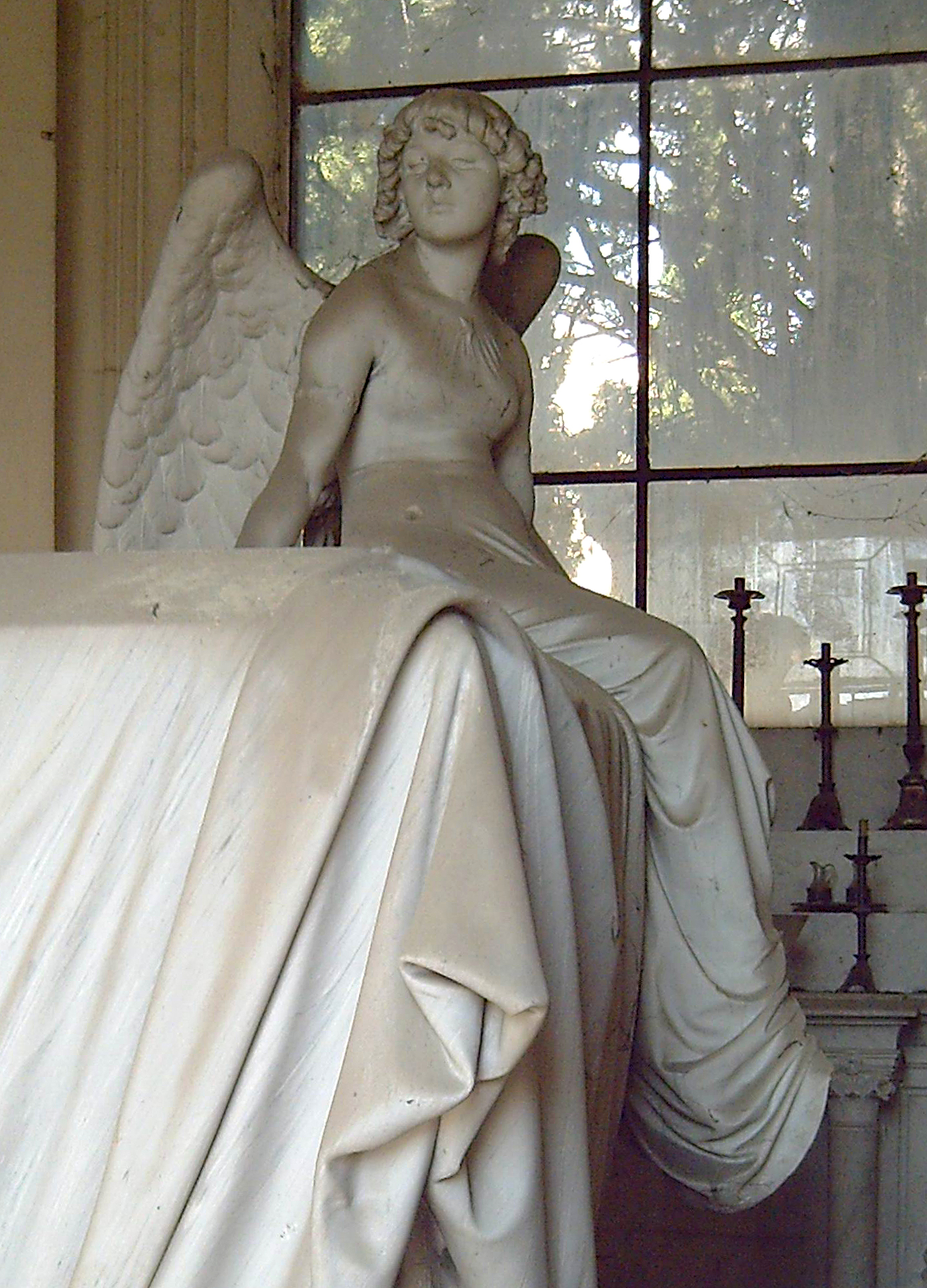
Engel im Mausoleum Gándara in Madrid

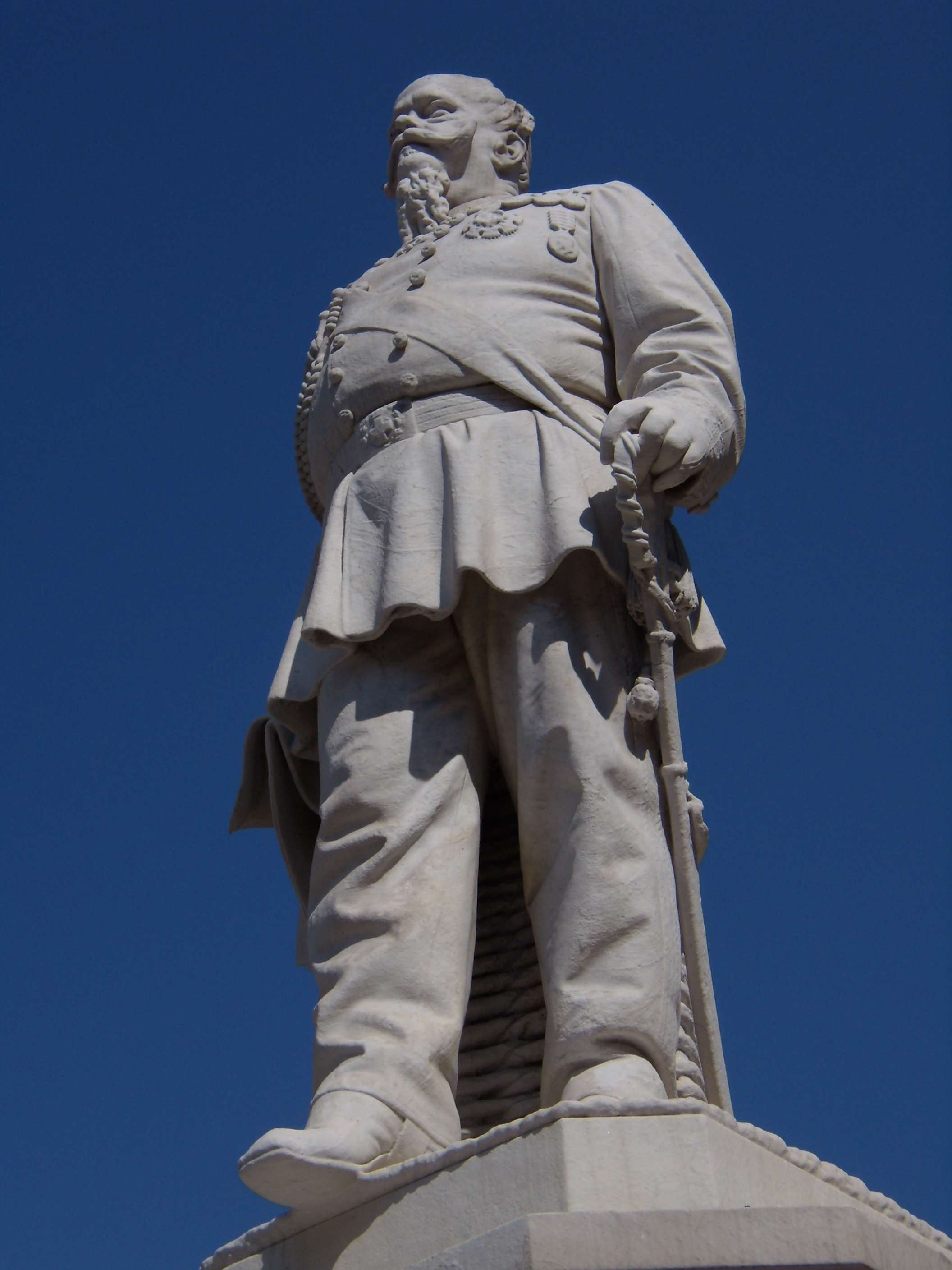
Viktor Emanuel II. Denkmal in Rovigo

Giulio Monteverde (* 8. Oktober 1837 in Bistagno, Piemont; † 3. Oktober 1917 in Rom) war ein italienischer Bildhauer.

## Leben
Giulio Monteverde, Sohn eines Landarbeiters, verbrachte seine frühen Jahre zwischen Bistagno und Casale Monferrato. Seine künstlerische Karriere begann er als Holzschnitzer mit der Produktion von Kruzifixen und Köpfen von Engeln. Beispiele dieser frühen Arbeiten haben sich in Acqui Terme in der San Francesco-Kirche und in Asti in der San Secondo-Kirche erhalten. Er zog nach Genua und arbeitete dort zunächst in einer Möbelwerkstatt. Ab 1859 studierte er an der Accademia Ligustica di Belle Arti bei Santo Varni und übersiedelte 1863 nach Rom, nachdem er einen Preis und damit ein Stipendium an der Accademia di San Luca gewonnen hatte.
Giulio Monteverde hatte früh geheiratet und mit dem Wachsen seiner Familie war die erste Hälfte seines Lebens ein ständiger Kampf gegen die Armut. Aber sein Schicksal sollte sich 1867 wenden, als es ihm gelang, sein Werk Kinder, die mit einer Katze spielen an den in Rom urlaubenden späteren König Wilhelm II. von Württemberg zu verkaufen. Seinen eigentlichen Ruf begründete er durch die in Rom, später auch in Wien 1873 und in Paris 1878 ausgestellte lebensgroße Statue Edward Jenner impft seinen Sohn gegen Kuhpocken, ein Werk von realistischer Wahrheit, kräftiger Empfindung und größter Feinheit der Durchbildung. Es brachte ihm die Goldene Medaille und den Franz-Joseph-Orden ein. Neben vielen Büsten schuf er auch Grabdenkmäler, darunter den erotischen Engel für das Grab Oneto, der zu zahlreichen Folgeaufträgen aus ganz Italien bis nach Südamerika führte. 
Giulio Monteverde wurde mit zahlreichen Medaillen geehrt, war Mitglied mehrerer Akademien, unter anderem ab 1900 auswärtiges Mitglied der Académie des Beaux-Arts und ab 1874 assoziiertes Mitglied der Königlichen Akademie von Belgien, und seit 1874 Professor an der Akademie von San Luca in Rom, wo er auch knapp achtzigjährig starb. Im Jahr 1937, anlässlich der Hundertjahrfeier seiner Geburt wurde in Bistagno die Gipsoteca Giulio Monteverde eröffnet. Gezeigt werden unter anderem 29 seiner Werke, überwiegend Gipsskulpturen und vom Künstler zwischen 1884 und 1917 geschaffene Terrakotta.

## Hauptwerke
- Bambini che giocano con il gatto (Kinder, die mit einer Katze spielen), (1867)
- Grabdenkmal für Raffaele Pratolongo, (1868) – Monumentalfriedhof Staglieno in Genua
- Colombo giovinetto (Der junge Columbus) auch Die erste Inspiration des Columbus (1870)
- Genio di Franklin (Benjamin Franklins Genius) (1871)
- Jenner colto nell'atto di inoculare il vaccino del vaiolo al proprio figlio (Edward Jenner impft seinen Sohn gegen Kuhpocken) (1873) – Rom, Galleria Nazionale d’Arte Moderna
- Statue des Architekten Sada in Turin
- Standbild des Grafen Giuseppe Massari (1878, Ferrara),
- Denkmal für Giuseppe Mazzini (1879) – Buenos Aires, Argentinien
- Standbild des Komponisten Sigismund Thalberg in Neapel, 1879
- Cristo morto (Sterbender Christus) (1880) – Buenos Aires, Friedhof La Recoleta Cemetery, Argentina
- Engel von Monteverde (1882) – Genua, Friedhof Staglieno
- Denkmal für Vincenzo Bellini an der Via Etnea in Catania, 1882
- Tomba Celle (Cell tomb) (1893) – Genua, Friedhof Staglieno
- Idealità e materialismo (Idealismus and Materialismus) (1911) – Rom, Galleria Nazionale d'Arte Moderna
- Il pensiero (Der Gedanke) – Rome, Vittoriano